# Call of Cthulhu Collectible Card Game
A Call of Cthulhu Collectible Card Game (2008. február 5. óta hivatalosan Call of Cthulhu Living Card Game) egy gyűjtögetős kártyajáték, amit a Fantasy Flight Games nevű amerikai szerep-, tábla- és kártyajáték kiadó forgalmaz. A játék a méltán híres Howard Phillips Lovecraft nevével fémjelzett Cthulhu-mítoszon és a Chaosium Inc. kiadó azonos című szerepjátékán alapszik. Bizonyos mértékig a benne szereplő karakterek és illusztrációk megegyeznek az FFG többi Cthulhu-mítosz alapú játékaiban (Arkham Horror és Mansion of Madness) találhatóakkal.

## Áttekintés
A Fantasy Flight Games (FFG) a Chaosium Inc. megbízásából 2004-ben alkotta meg a Call of Cthulhu hivatalos kártyajáték változatát. A játék eredeti tervezője Eric M. Lang, akinek az volt a célja, hogy egy könnyen elsajátítható, lendületes és élvezetes kártyajátékot alkosson, amit áthat a Cthulhu-mítosz, és visszaköszönnek belőle annak legismertebb elemei: Ember előtti civilizációk, ódon könyvtárak mélyén megbúvó tiltott fóliánsok és mágikus tekercsek, paranormális nyomozások, régen elfeledett ősi vallások, összeesküvések, távoli bolygókról érkező veszedelmek. A játék ennek szellemében 1928-ban játszódik.
Jelenlegi fejlesztője: Nate French.

## A játék menete
A játék célja, hogy a játékosok sikerjelzőket (success tokens) helyezzenek el a játéktér közepén található történetkártyákon (story cards), úgymond ezzel "oldva" meg bizonyos rejtélyes ügyeket. Egy történetkártyára rakott 5 sikerjelző a történet megoldását, 3 megoldott történet pedig a játék azonnali megnyerését vonja maga után. Legtipikusabb esetben ennek az a menete, hogy a folyamatosan játékba hozott karakterkártyák egy-egy történet keretein belül csapnak össze egymással, különféle sikereket (ill. kudarcokat) könyvelve el ezzel. Mindamellett van egy olyan szabály is érvényben, hogy amelyik játékosnak elfogynak a lapjai, az automatikusan elveszíti a játékot, így bizonyos esetekben egy ezt kihasználó "lapeldobató" stratégia is elegendőnek bizonyulhat a győzelemhez.
A játék folyamán a játékosok a kezükben lévő lapokból forrásokat (resources) csatolhatnak a területeikhez (domains), hogy ezek segítségével hozzanak be különféle lapokat a játékba. A csatolás során figyelni kell a lapok színeire is, ugyanis egy domainen csak akkor játszható ki egy bizonyos kártya, ha a forrásainak száma eléri vagy meghaladja annak játékba hozási "költségét" és szerepel köztük legalább egy olyan, amelyik azonos frakcióhoz tartozik, mint a kijátszani kívánt lap. Ez utóbbi megkötés a semleges (neutral) lapokra nem vonatkozik, azok bármilyen színű domainről lehozhatóak.

### Frakciók
A semleges színű (világosszürke) lapok mellett nyolc különböző frakció található a Call of Cthulhu-ban. Az ezekhez tartozó lapok bizonyos szabályok betartása mellett tetszőlegesen vegyíthetőek, ezzel ellensúlyozva a frakciójuk leginkább jellemző hátrányokat, gyengeségeket. A frakciók alapvetően két négyes csoportra oszthatók, az egyik fél az emberiséget szolgálja (természetesen mindegyik a maga módján), míg a másik négy egy-egy Mérhetetlen Vén befolyását szeretné erősíteni a világban.
- Az Ügynökség (The Agency): A bűnüldöző szervek, azok közül is elsősorban a Blackwood Detektív Iroda nyomozói tartoznak bele ebbe a frakcióba. Használt szimbólumuk a rendőrjelvény, színük a kék.
- Miskatonic Egyetem (Miskatonic University): Lovecraft fiktív világának legnívósabb akadémiáján, a Miskatonic Egyetemen dolgozó professzorokat és az ott tanuló eminensek egy csoportját tömöríti egybe ez a frakció. A szimbólumuk egy tekercs, a színük pedig örök vita tárgya, narancs vagy világosbarna. (De szokták aranyként is emlegetni.)
- A szindikátus (The Syndicate): Az alvilág, azaz a szervezett bűnözés jól ismert figurái által képviselt frakció, gengszterek, bérgyilkosok, korrupt politikusok és különféle kétes hírnévnek örvendő újságírók. Főként Danny O'Bannion bandájára és kapcsolataira fókuszál. Szimbólumuk egy piros háromszögbe foglalt dollárjel, a színük pedig a fekete.
- Az Ezüst Szürkület Rendje (The Order of the Silver Twilight): Ez a frakció csupán 2011. januárja óta létezik, egy kiegészítő formájában került bele a játékba, és egy okkult tudományokban jártas titkos társaság tagjait foglalja magába, kiknek zömét befolyásos politikusok, karizmatikus vezetők és sikeres üzletemberek alkotják. Céljuk a földi - és nem földi - világ fölötti abszolút uralom elérése. Jelük egy kereszt, közepén egy háromágú szigonnyal, a színük pedig ezüstszürke.
- Cthulhu: A tenger mélyén szunnyadó Cthulhu-t magát, az őt szolgáló szörnyeket (mélységlakók, shoggothok, cso-csók) és az őket együttesen imádó kultistákat foglalja magába foglalja ez a frakció. Jelük egy tintahal, a színük zöld.
- Hastur: Ez a kultista frakció Hasturhoz, a sárga királyhoz köthető csoportokat helyezi a középpontba: Hastur és talpnyalói, imádói (nagyszámban holdkórosok, pszichopaták) és különféle éjszakai szörnyetegek (byakheek, vérfarkasok, stb.) Szimbólumuk Hastur sárga jele, színük ebből kifolyólag sárga.
- Yog-Sothoth: A Yog-Sothoth kultuszával foglalkozó frakció, az őt imádókkal az élen, kiegészülve különféle transzdimenzionális lényekkel (ősfürkészek, éji huhogányok, tűzvámpírok, élőhalottak). Szimbólumuk egy kulcs, színük lila.
- Shub-Niggurath: Shub-Niggurath és az ő ezer ivadékának frakciója (sötét fattyak, ghoulok, chthon-férgek, repülő polipok, mi-gok, stb.). Jelük egy kecskefej, színük a piros.

### Kártyák
A Call of Cthulhu-ban 5 féle kártyatípus létezik: Történetkártyák (story cards), Karakterkártyák (character cards), Eseménykártyák (event cards), Támogatókártyák (support cards) és Összeesküvéskártyák (conspiracy cards). A történetkártyák kivételével mindegyiknek van "ára", mindegyik valamilyen frakcióhoz (faction) tartozik, és sok rendelkezik valamilyen altípussal is. (Részletesebben lásd lejjebb)
- A Történetkártyákat (story cards) egy közös pakliból kell húzni, és ezek képviselik a játék célját. A játékosok sikerjelzőket (success tokens) helyeznek el rajtuk. Amint egy játékos megkapja az ötödik sikerjelzőjét, megnyeri a történetet, és ezzel jogot formálhat arra, hogy eldöntse, a kártyára felírt következmény bekövetkezzen-e vagy sem, hogy ezzel akár további előnyökre tehessen szert. A végén az a játékos nyeri a játékot, aki előbb megoldja a harmadik történetkártyáját. A legtöbb játékos egy 10 történetkártyás paklit használ, amiből egyszerre három, véletlenszerűen kihúzott lap van játékban. Vannak speciális promóciós történetkártyák is, melyek eltérnek a szokványos változatoktól, például a The Nameless City megoldásához 10 sikerjelzőre van szükség, viszont aki elviszi, azonnal megnyeri a játékot. Egy másik promóciós lap (The Challenge From Beyond) teljesen ellentétesen viselkedik, nem lehet megnyerni, viszont a játékosok extra lapokat húzhatnak, ha sikerjelzőket helyeznek el rajta.

Egy történetkártyán sikerjelző jár az alábbiakért:
- - Ha valamelyik játékos történethez rendelt karaktereinek több Nyomozás ikonja van, mint ellenfelének.
  - Ha az aktív játékos által a történethez rendelt karakterek képzettségpontjainak összege nagyobb, mint az ellenfél karaktereinek.
  - Ha az ellenfél történethez rendelt karaktereinek összeadott képzettségpontja nulla vagy kevesebb. (unchallenged)
- A Karakterkártyák (character cards) képviselik a játékosok 'katonáit', akiknek segítségével megoldják a történeteket. Jártasságuk alapján minden karakternek van valamennyi (általában 0-tól 10-ig terjedő) képzettségpontja (skill points) és ezeket kiegészítendő lehetnek ikonjai (icons) is, amik az ikonharcok (icon struggles) során nyújtott képességeiket mutatják. A játékban 4 különböző ikont különböztetünk meg: 
 Terror (Terror) - rémisztő képesség
 Küzdelem (Combat) - fizikai erőszak alkalmazása
 Arkánum (Arcane) - ősi tudás birtoklása
 Nyomozás (Investigation) - rejtélyek megoldásának képessége

Altípusai lehetnek: Ancient One, Avatar of Nyarlathotep, Benefactor, Conspirator, Creature, Criminal, Cultist, Dark Young, Day, Deep One, Esteemed Author, Ghoul, Government, Gug, High Priest, Independent, Investigator, Lunatic, Messenger, Mi-Go, Monster, Night, Scientist, Servitor, Sorcerer, Yithian, Zoog.
A harc menete:
1. Rémisztő fázis - Amelyik oldal elveszti, ott egy karakter megőrül. Olyan karakter, aki rendelkezik terror ikonnal, vagy Willpower tulajdonsággal, nem jelölhető ki megőrülésre. Aki megőrül, elveszti az összes hozzácsatolt támogatókártyáját, illetve ha már rendelkezik sebzéssel (wound token) azonnal meghal.
2. Küzdő fázis - Amelyik oldal elveszti, ott egy karakter megsebesül. Az olyan karakterek számára, akik nem rendelkeznek Toughness + X tulajdonsággal, az első seb is halálos. Amelyik karakter meghal, az kikerül a játékból. Invulnerability (sebezhetetlenség) tulajdonsággal bíró karaktereket nem lehet kijelölni sebesülésre.
3. Arkánum fázis - Amelyik oldal megnyeri, egy karaktert visszafordíthat álló helyzetbe.
4. Nyomozó fázis - Amelyik oldal megnyeri, rakhat egy sikerjelzőt az adott történetkártyára.
5. Képzettségpont fázis - Ha a kezdeményező fél oldalán a képzettségpontok száma magasabb, mint az ellenfélnek, rakhat egy sikerjelzőt az adott történetkártyára. Ha a védekező oldalon a képzettségpontok száma nulla vagy kevesebb, még egy extra sikerjelző helyezhető el az adott történeten.
- Az Eseménykártyák (event cards) egyszeri effekteket reprezentálnak, nem maradnak játékban, bekövetkezésük után egyből a szemetesbe (discard pile) kerülnek. Az eseményeken belül négy fajtát különböztetünk meg, ebből azonban csak három lehet eseménykártyára nyomtatva. (Vannak olyan karakter-, és támogatókártyák, melyek eseményeket válthatnak ki.)
  - Akció (action): egyszerre csak egy következhet be. Ha egy játékos kijátszik egy akciókártyát, lehetőséget kell adnia az ellenfelének, hogy reagálhasson rá. Az akciónak be kell következnie, mielőtt egy játékos újabb akciót játszana ki.
  - Reakció (response): A reakció olyan akció, ami csak akkor játszható ki, hogyha a kártyára nyomtatott szövegben leírt körülmények teljesülnek.
  - Kényszerített reakció (forced response): A kényszerített reakció olyan akció, amit a játékosnak ki kell játszania, ha a körülmények teljesülnek.
  - Megszakítás (disrupt): olyan speciális akció, ami meg tudja akadályozni egy akció beteljesülését, vagy meg tudja változtatni egy akció kimenetelét. Egy akció kijátszásának költségét akkor is ki kell fizetni, ha egy megszakító lap segítségével blokkolásra került.

Altípusai lehetnek: Day, Disaster, Encounter, Madness, Night, Ritual, Spell, Twilight.
- A Támogatókártyáknak (support cards) permanens, hosszantartó hatásuk van, s mindaddig játékban maradnak, amíg el nem pusztítják őket. Támogatókártyákat használatuk tekintetében több szempont szerint is lehet csoportosítani:
  - Elhelyezésük szerint vannak független lapok, melyeket a játéktér szélén kell elhelyezni és vannak, amiket más kártyákhoz (karakter-, vagy történetkártyákhoz) kell csatolni.
  - Az általuk kiváltott effektek szerint differenciálva vannak lapok melyek permanensen fejtik ki hatásukat a játékban lévő lapokra, s vannak melyeknek körönként külön 'célszemélyt' kell kijelölni.
  - Felhasználhatóságukat tekintve vannak ingyenesen igénybevehető lapok, és olyanok, melyekért minden felhasználáskor külön fizetni kell.

Altípusai lehetnek: Artifact, Attachment, Curse, Day, Environment, Government, Item, Location, Lost City, Mask, Mutable, Night, Spell, Tome, Twilight, Vehicle, Weapon.
- Az Összeesküvéskártyák (conspiracy cards) legelőször a "Conspiracies of Chaos" című kiegészítőcsomagban jelentek meg. Funkciójukat tekintve hasonlítanak a történetkártyákra, azonban a játékosok paklijából kell őket kijátszani, így van áruk és frakciójuk.

### Kulcsszavak
- Day/Night: A játék folyamán alapvetően nincs meghatározva a napszak. Azonban amint játékba kerül egy Day vagy Night lap, onnantól nappal vagy éjszaka lesz mindaddig, amíg legalább egy ilyen lap játékban van. Amikor egy Day kártya játékba kerül, a napszak megváltozik, az összes addig lerakott Night kártya elpusztul, s ugyanígy fordítva Night lap lerakásakor.
- Fast: Egy történetkártyán az kapja a sikerjelző(ke)t, akinek egy ikonharcban több ikonja, ill. képzettségharcban több pontja van. Egyenlőség esetén nem jár sikerjelző, kivéve, ha a játékos karakterei közt több olyan szerepel, amelyik rendelkezik fast tulajdonsággal.
- Heroic/Villainous: A játék nem tiltja meg, hogy egy pakli mind nyomozó, mind pedig kultista karaktereket tartalmazzon. Viszont a legszélsőségesebb személyiségek semmilyen esetben sem dolgoznának együtt, így egy játékos nem játszhat ki Heroic karaktert, amennyiben már van lent Villanious karaktere, s fordítva.
- Invulnerability: Sebezhetetlenség. Az ilyen karakterek sohasem sebezhetőek meg.
- Loyal: Az ilyen lapokat csak olyan területek kiaknázásával lehet lehozni, ahol legalább annyi megegyező frakciójú forrás szerepel, mint a lapra nyomtatott költség.
- Steadfast: Az olyan karaktereket, akiknek egy vagy több frakciószimbólum szerepel a nevük előtt, csak abban az esetben lehet játékba hozni, ha a játékos rendelkezik annyi és olyan frakciójú becsatolt forrással, amennyi a lapra nyomtatva van.
- Toughness +X: Az ilyen karakterek +X alkalommal meg lehet sebezni, mielőtt meghalnának. Ha egy sebesült karakter megőrül, azonnal meghal.
- Transient: Az ilyen kulcsszóval ellátott lapok forrásként való becsatolásukkor dupla forrásnak számítanak. Amint egy olyan területet kiaknáznak, amire Transient lap van becsatolva, minden becsatolt Transient lap kikerül a játékból, és a szemétben landol.
- Willpower: Willpowerrel rendelkező karakterek sohasem őrülhetnek meg, s nem is jelölhetőek ki megőrülésre.
- Icon booster: Az olyan lapokon, amin nagy harcikon szerepel (lehet karakter-, és támogatólap egyaránt), a történethez csatolva további harcokat eredményez a nyomtatott ikonok sorrendjében. Például egy extra Terror ikon esetén a rémisztő fázis kétszer játszandó, a vesztes oldalon két karakter őrül meg, ha tud.
- Unique: Egyedi, vagy nevesített karaktereknek nevezzük azokat a lapokat, akiknek a nevük előtt egy pötty található. Belőlük egyszerre csak egy lehet játékban.

## Beszerezhetőség
Ameddig a Call of Cthulhu a CCG (gyűjtögetős kártyajáték) formátumát követte, addig a kártyákat kezdő-, és kiegészítő (booster) csomagokban lehetett kapni. Összesen három (50 lapos) kezdőcsomag jelent meg, az első kettő az Arkham Edition keretében (egy nyomozós és egy kultista pakli), illetve a 2.0-s verziónak számító Eldritch Edition-ből egy. Mindkét kiadásból jelent meg úgy nevezett fixkártyás (110, illetve 116 lapos) premium starter, előre összeállított paklikkal, hogy két kezdő játékos azonnal el tudjon kezdeni játszani.
240 lapos booster sorozatok:
- Arkham Edition (első alapsorozat)
- Unspeakable Tales (első kiegészítősorozat)
- Forbidden Relics (második kiegészítősorozat)
- Eldritch Edition (második alapsorozat)
- Masks of Nyarlathotep (harmadik kiegészítősorozat)
- Forgotten Cities (negyedik kiegészítősorozat)

Minden booster csomag 11 lapot tartalmazott véletlenszerűen, ezek közül 7 lap volt gyakori, 3 kevésbé gyakori és 1 kifejezetten ritka.
A booster csomagok 2006 májusáig voltak elérhetőek, utána a gyártásukat leállították. Helyettük új, tematikus, fixlapos csomagok láttak napvilágot, az úgynevezett 'Asylum Pack-ek, bennük 20 különböző lappal (10 szokványos lap három példányban, 10 ritka pedig egyszer, azaz összesen 40 lap). Ezek a csomagok csupán kiegészítőül szolgáltak az aktív játékosok számára, önmagukban játszhatatlanok voltak.
Az ebben az időszakban megjelent Asylum Pack-ek:
- Spawn of Madness (Asylum Pack I)
- Kingsport Dreams (Asylum Pack II)
- Conspiracies of Chaos (Asylum Pack III)
- Dunwich Denizens (Asylum Pack IV)

Az FFG 2008. február 5-én jelentette be, hogy a Call of Cthulhu, mint gyűjtögetős kártyajáték megszűnik, s helyette egy új játékstruktúrát vezetnek be, ami az úgy nevezett Living Card Game (élő kártyajáték) névre hallgat majd. A játék 3.0-s verziójának tekinthető új kiadás (Call of Cthulhu LCG Core Set) 2008 októberében jelent meg, s hogy vizuálisan is jelezzék a két verzió közötti különbséget, az LCG-s lapok új hátoldalt és fehér szegélyt kaptak. A váltás egyúttal minimális szabálymódosításokkal is járt, a paklikba rakható egyforma lapok számát 4-ről levették 3-ra, a versenyekről pedig a régi lapokat kitiltották. Az LCG formátum továbbá rendszeresítette az Asylum Pack-ek megjelenését, amik fél éves ciklusokban, havi gyakorisággal dolgoznak fel egy-egy témát.
Az átállás időszakában egyébként még két további Asylum Pack-et is kiadtak, melyek az előzőekkel ellentétben már kompatibilisek voltak az új LCG-s formátummal, így már ezeknek is fehér volt széle, és a versenyeken is elfogadták őket.
Madness and Horror: (az áthidaló Asylum Pack-ek)
- At the Mountains of Madness
- Ancient Horrors

Summons of the Deep:
- The Spawn of the Sleeper
- The Horror Beneath the Surface
- The Antediluvian Dreams
- The Terror of the Tides
- The Thing from the Shore
- The Path to Y'ha-nthlei

Dreamlands:
- Twilight Horror
- In Memory of Day
- In the Dread of Night
- Search for the Silver Key
- Sleep of the Dead
- Journey to Unknown Kadath

The Yuggoth Contract:
- Whispers in the Dark
- Murmurs of Evil
- The Spoken Covenant
- The Wailer Below
- Screams from Within
- The Cacophony

The Rituals of the Order:
- The Twilight Beckons
- Perilous Trials
- Initiations of the Favored
- Aspirations of Ascension
- The Gleaming Spiral
- That Which Consumes

Forgotten Lore: (régi Asylum Pack-ek újragondolt, újrakiadott verziói)
- At the Mountains of Madness
- Ancient Horrors
- Spawn of Madness
- Kingsport Dreams

Ancient Relics:
- The Shifting Sands

Az Asylum Pack-ek mellett két egyéb kiegészítő is elérhető. Az egyik a Secrets of Arkham, ami 60db régi CCG-s lap újrakiadott LCG-s verzióit foglalja magába, míg a másik, a The Order of the Silver Twilight pedig a legújabb, azonos nevű frakció bevezető csomagját tartalmazza.

## Mérföldkövek a játék történetében

### Yith Dicső Faja
Valamikor 2006 májusa környékén egy speciális, promóciós lapokat tartalmazó Yithian pakli jelent meg egy külön, ebből az alkalomból rendezett versenyen. Egy meglehetősen kiegyensúlyozatlan, a normális pakliépítő szabályokat figyelmen kívül hagyó, legyőzhetetlen lapokat tartalmazó pakliról beszélhetünk, ami ennek okán azóta a versenyekről ki lett tiltva. Ez a Yithian verseny a következő szabályokkal került megrendezésre:
- Aki elsőként végez a versenyen, köteles kihívni a Yithian paklit, amivel az egyik versenyszervező játszik.
- Ha az első helyen végzett versenyző elbukik, a második helyezettnek kell átvennie a helyét, és így tovább.
- Minden kihívónak ugyanazt a paklit kell használnia, amivel a versenyen indult.
- Az első játékos, aki legyőzi a Yithian paklit, egy példányt hazavihet belőle.

A Yithian pakli a következő promóciós lapokból áll:
- Y1 Pnakotic Elder x6
- Y2 Great Race Scientist x6
- Y3 Yithian Soldier x6
- Y4 Master of Time and Space x8
- Y5 Displaced x4
- Y6 Library at Pnakotus x8
- Y7 Traveller of Aeons x2

### Játékosok által tervezett lapok
Az elmúlt Call of Cthulhu világbajnokságok nyertesei fel lettek kérve, hogy tervezzek egy-egy lapot, melyek majd a későbbi kiadásokban jelennek meg. Ezek a lapok rendszerint nagyon erősek, és az illusztrációjuk a tervezők ízlésvilágát tükrözik.
- A 2005-ös GenCon Indianapolis nyertese, a pittsburghi Gregory Gan lett az első Call of Cthulhu CCG világbajnok. Az általa tervezett kártya, az Assistant to Dr. West a Forgotten Cities kiegészítőben jelent meg. A neki tetsző illusztrációt Patrick McEvoy készítette.
- A 2006-os GenCon Indianapolis nyertese, Christopher Long lett a második Call of Cthulhu CCG világbajnok. A Long tervezte lap a 2007 januárjában megjelent Kingsport Dreams: Asylum Pack II-ben található meg. A neki tetsző illusztrációt Patrick McEvoy készítette. Erre a lapra Long neve is felkerült.
- A 2007-es GenCon Indianapolis-on a pittsburghi Jim Black lett a harmadik Call of Cthulhu CCG világbajnok. A győztes paklijában mindkét előző nyertes által tervezett lap megtalálható volt. Az általa tervezett Descendant of Eibon már egy LCG-s Asylum Pack-ben (The Terror of the Tides) látott napvilágot. Illusztrátora Henning Ludvigsen.
- A 2008-ban Scott Ferguson lett az első Call of Cthulhu LGG világbajnok. Az általa tervezett lap a magyar származású szabadulóművész, Harry Houdini előtt tiszteleg, ami The Cacophony címet viselő Asylum Pack-ben jelent meg. Az illusztráció Tony Foti munkája.